# Youxian

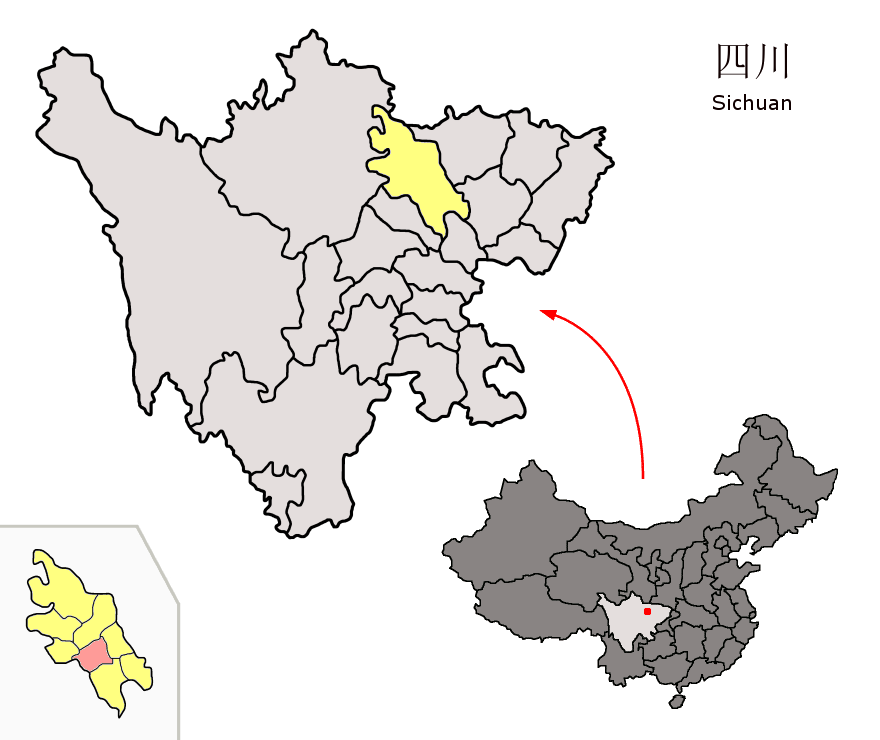
Lage der beiden Stadtbezirke Fucheng und Youxian (rosa) in Mianyang (gelb).

Der Stadtbezirk Youxian (chinesisch 遊仙區 / 游仙区, Pinyin Yóuxiān Qū) ist ein Stadtbezirk der bezirksfreien Stadt Mianyang in der chinesischen Provinz Sichuan. Youxian hat eine Fläche von 1.014 Quadratkilometern und zählt 561.379 Einwohner (Stand: Zensus 2020). 2004 betrug die Einwohnerzahl 510.000.

## Administrative Gliederung
Der Stadtbezirk Youxian setzt sich aus sechs Straßenvierteln, dreizehn Großgemeinden und elf Gemeinden zusammen. Diese sind:
- Straßenviertel Fujiang 涪江街道 68.798 Einwohner
- Straßenviertel Kexuecheng 科学城街道 37.147 Einwohner
- Großgemeinde Youxian 游仙镇 32.315 Einwohner
- Großgemeinde Shima 石马镇 17.386 Einwohner
- Großgemeinde Xinqiao 新桥镇 18.853 Einwohner
- Großgemeinde Xiaojiangou 小枧沟镇 19.800 Einwohner
- Großgemeinde Weicheng 魏城镇 42.738 Einwohner
- Großgemeinde Chenkang 沉抗镇 14.807 Einwohner
- Großgemeinde Zhongxing 忠兴镇 19.218 Einwohner
- Großgemeinde Bolin 柏林镇 13.919 Einwohner
- Großgemeinde Xujia 徐家镇 15.296 Einwohner
- Großgemeinde Shiban 石板镇 18.399 Einwohner
- Großgemeinde Liujia 刘家镇 16.653 Einwohner
- Großgemeinde Yuhe 玉河镇 18.306 Einwohner
- Großgemeinde Songya 松垭镇 17.024 Einwohner
- Gemeinde Baichan 白蝉乡 9.457 Einwohner
- Gemeinde Guantai 观太乡 13.007 Einwohner
- Gemeinde Jianhua 建华乡 8.360 Einwohner
- Gemeinde Yunfeng 云凤乡 10.529 Einwohner
- Gemeinde Donglin 东林乡 9.654 Einwohner
- Gemeinde Taiping 太平乡 15.604 Einwohner
- Gemeinde Zimian 梓棉乡 12.706 Einwohner
- Gemeinde Chaozhen 朝真乡 10.499 Einwohner
- Gemeinde Dongxuan 东宣乡 10.085 Einwohner
- Gemeinde Jiezi 街子乡 11.586 Einwohner
- Gemeinde Fenghuang 凤凰乡 9.415　Einwohner